# Vyšný (Křišťanov)
Vyšný (dříve Mísava, německy Miesau) je zaniklá osada v okrese Prachatice, ležící na území obce Křišťanov. Nachází se 8 km východně od Volar, nad údolím Blanice a Puchéřského potoka, v nadmořské výšce 887 m.

## Historie osady

Vyšný na národnostní mapě soudního okresu Chvalšiny k roku 1930

V zakládacích listinách kláštera Zlatá Koruna je někdejší osada Vyšný poprvé zmíněna v roce 1343 pod jménem Ebenaw. Od roku 1398 je nazývána Miesau. Obživou místních obyvatel bylo zemědělství a sklářství. Rozsáhlý vrchovištní mokřad byl odlesněn a půda zúrodněna. Sklářská huť „Misav“ byla poprvé zmíněna v 15. století. Ve sklářské huti se pracovalo v letech 1602 – 1793 a zrcadlové sklo se odtud vyváželo do Norimberka. V roce 1722 ve sklárně vypukl požár, který zničil značnou část osady. Práci sklářů připomínají místní jména Spálenec a Puchéřský potok. Roku 1809 byla založena sklárna v sousedním Arnoštově. Ze sedmi vodou bohatých studní ve Vyšném se část odváděla náhonem až do Arnoštova. K roku 1930 žilo ve Vyšném ve 14 domech 95 obyvatel, z nichž všichni byli Němci. Před rokem 1946 se ve Vyšném nacházelo 15 domů, několik křížků, božích muk, uprostřed osady větší kaplička. Po nuceném odsunu německého obyvatelstva byly zemědělské plochy obhospodařovány státem. Domy postupně chátraly a v 70. letech byly stavby v celé osadě srovnány se zemí.

## Současnost
V roce 2004 byla ve Vyšném znovu postavena kaple a byly rekonstruovány zbytky studní. U silnice Křištanov – Arnoštov je vyhlídka na Boubín, Bobík, Plechý a Knížecí stolec.

## Příroda
Bývalá osada Vyšný leží na území CHKO Šumava a nachází se tu přírodní památka Vyšný - Křišťanov s chráněnými rostlinami (šafrán, prstnatec, prha arnika, pětiprstka, jalovec, sedmikvítek).